# Iziasław Włodzimierzowicz
Iziasław Włodzimierzowicz (st.rus.. Изѧславъ) – kniaź połocki w latach 986–1001, syn Włodzimierza Wielkiego i Rognedy, wnuk Rogwołoda. Był założycielem połockiej linii Rurykowiczów – Iziasławiczów.

## Życiorys wedługPowieści minionych lat
Wiadomości o Iziasławie pochodzą z Powieści lat minionych, zgodnie z którą urodził się w 980 albo 981 roku w Kijowie. Przedtem Włodzimierz starał się bez powodzenia o rękę Rognedy, córki Rogwołoda. Małżeństwo to miało zapewnić Włodzimierzowi wsparcie militarne księstwa połockiego w wojnie z Kijowem. Po odmowie Rogwołoda Włodzimierz najechał Połock i zabił jego władcę, a Rognedę poślubił wbrew jej woli. Przypuszczalnie rok po ślubie urodził się Iziasław. Historycy przesuwają datę urodzenia na rok 978, kierując się informacjami z jedenastowiecznego panegiryku na cześć Włodzimierza Wielkiego autorstwa Jakuba Mnicha, według którego bratobójcza wojna między Włodzimierzem i Jaropełkiem skończyła się w 978 roku, więc Włodzimierz musiał zdobyć Połock i poślubić Rognedę przed tym rokiem.
W 988 roku Iziasław wraz z ojcem i braćmi został ochrzczony i otrzymał od Włodzimierza księstwo połockie, którego stolicę musiał odbudować po najeździe Włodzimierza około 977 roku. Na czas odbudowy Połocka stolicą była twierdza Iziasławl.
Zachował się wpis w Latopisie Ławrientiewskim z roku 1128, opowiadający o nieudanym zamachu Rognedy na Włodzimierza. Przed śmiercią matkę uratował kilkuletni Iziaslaw, który z mieczem stanął przy Rognedzie. Włodzimierz pohamował swój gniew, ale nie pozwolił żonie i synowi zostać w Kijowie. Odesłał ich do nowo wybudowanego zamku Zasław (Iziasławl), gdzie sprawował rządy do 1001 roku. Pozostawił od nieznanej żony dwóch synów: Wsiesława Iziasławicza i Briaczysława Iziasławicza, którzy kolejno rządzili Połockiem.

## Pieczęć Iziasława
Podczas wykopalisk archeologicznych w Nowogrodzie Wielkim w 1955 roku znaleziono ołowianą pieczęć Iziasława. Jest to najstarszy dowód istnienia piśmiennictwa w Europie Wschodniej. Pieczęć została wyciśnięta w ołowiu i przymocowana do dokumentu przy pomocy skórzanego paska. Na awersie widnieje zmodyfikowany rysunek trójzębu z napisem cyrylicą ΝΖAC**OΖO. Historycy uważają, że cały napis wyglądał ΝΖACΛΑOZO, to jest imię Iziasława po grecku. Na rewersie widnieje ГРΑΔ*****, prawdopodobnie pierwotny zapis wyglądał ГРΑΔΠΛΤСΚ, co oznacza miasto Połock. Szerokość pieczęci wynosi 38 mm, wysokość waha się w granicach 24–30 mm, głębokość – 11 mm, w miejscu odbitki – 8 mm.